# تشارلز كولسون
تشارلز كولسون (بالإنجليزية: Charles Colson)‏ (و. 1931 – 2012 م) هو سياسي، وكاتب، ومحام من الولايات المتحدة الأمريكية ولد في بوسطن. وهو عضو في الحزب الجمهوري. وأحد المُوقعين على خطاب لاند.

## التعليم
تعلم في جامعة براون، وجامعة جورج واشنطن.

## روابط خارجية
- تشارلز كولسون على موقع IMDb (الإنجليزية)
- تشارلز كولسون على موقع الموسوعة البريطانية (الإنجليزية)
- تشارلز كولسون على موقع ميوزك برينز (الإنجليزية)
- تشارلز كولسون على موقع إن إن دي بي (الإنجليزية)
- تشارلز كولسون على موقع قاعدة بيانات الفيلم (الإنجليزية)